# Córka Agamemnona
Córka Agamemnona (alb. Vajza e Agamemnonit) – powieść albańskiego pisarza Ismaila Kadare. Po raz pierwszy została wydana w roku 2003. W Polsce pierwsze wydanie ukazało się w roku 2011 w przekładzie Doroty Horodyskiej.

## Fabuła
Akcja rozgrywa się w latach 80. XX wieku w Albanii, rządzonej przez Envera Hodżę, w przededniu pochodu pierwszomajowego. Narrator powieści, młody dziennikarz został zaproszony na trybunę honorową. Myśli jednak o ukochanej Suzanie, córce dygnitarza partyjnego. Jej ojciec, awansujący w hierarchii partyjnej zabronił im się spotykać. Los Suzany przypomina coraz bardziej mityczną Ifigenię, córkę Agamemnona. W przypadku albańskim paranoiczna podejrzliwość ludzi władzy niszczy związki, ale i degraduje moralnie społeczeństwo. Powieść stanowi pierwszą część dyptyku – jej kontynuacją jest Następca.
Książka powstawała w latach 80., kiedy ujawnienie jej rękopisu mogło stanowić zagrożenie dla I. Kadare. Pisarz zakamuflował tekst jako tłumaczenie z autora obcojęzycznego i wywoził go we fragmentach za granicę. Tekst znajdował się w depozycie w Paryżu, u francuskiego wydawcy.
Tłumaczka Dorota Horodyska jest także autorką pięciu innych polskich przekładów dzieł Ismaila Kadare: m.in. Pałac snów (2006), Ślepy ferman (2010) i Następca (2008).

## Recenzje (w języku polskim)
- Piotr Gociek, Lekcja strachu pana Kadarego, Rzeczpospolita 5-6 III 2011.
- Artur Jabłoński, Komunizm i miłość
- Magdalena Miecznicka, Półprawdy albańskiego wieszcza, Dziennik-Gazeta Prawna, dod. Kultura, 11 II 2011, s.38.
- Jagoda Wierzejska, Alegoria z Hodżą, Nowe Książki 2011/6, s.42.

## Inne tłumaczenia powieści
- 2003: La fille d'Agamemnon (franc. tłum. Tedi Papavrami), wyd. Paryż
- 2003: Kerkata na Agamemnon (maced. tłum. Luan Starova, wyd. Skopje
- 2005: Fiica lui Agamemnon (rum. tłum. Marius Dobrescu) wyd. Bukareszt
- 2006: Agamemnon's daughter (ang. tłum. David Bellos), wyd. Toronto
- 2007: Agamemnons datter (duńs. tłum. Gerd Have), wyd. Kopenhaga
- 2007: De dochter van Agamemnon; De opvolger (nid. tłum. Roel Schuyt), wyd. Amsterdam
- 2008: Agamemnons datter (norw. tłum. Tom Lotherington), wyd. Oslo
- 2009: Docz Agamemnona (ros. tłum. Aleksandra Çaçi), wyd. Tirana
- 2022: Ayāgāmemananera kanyā (beng. tłum.  Raośana Jāmila), wyd. Dhaka